# Pruukinrivier
Pruukinrivier (Zweeds – Fins: Pruukinjoki) is een rivier annex beek, die stroomt in de Zweedse  gemeente Kiruna. De rivier verzorgt de afwatering van een merencomplex langs de Europese weg 10 ten noordwesten van Svappavaara. Ze is nauwelijks twee kilometer lang.
Afwatering: Pruukinrivier → Liukattirivier →  Luongasrivier → Torne → Botnische Golf